# 4 (serviço do Metrô de Nova Iorque)

Serviço 4
(Lexington Avenue Express)

Serviço 4 (Lexington Avenue Express) é um dos serviços de trânsito rápido  (rotas) do metrô de Nova Yorque. Sobre os sinais de estações e de rota, e no mapa do metrô oficial deste serviço é marcado por uma etiqueta verde (), porque em Manhattan esta rota utiliza a linha IRT Lexington Avenue Line. Este serviço tem 54 estações em operação.